# Copemish
Copemish est un village du comté de Manistee, dans l'État du Michigan, aux États-Unis. En 2020, il comptait une population de 195 habitants.